# Barbara Howard (Leichtathletin)

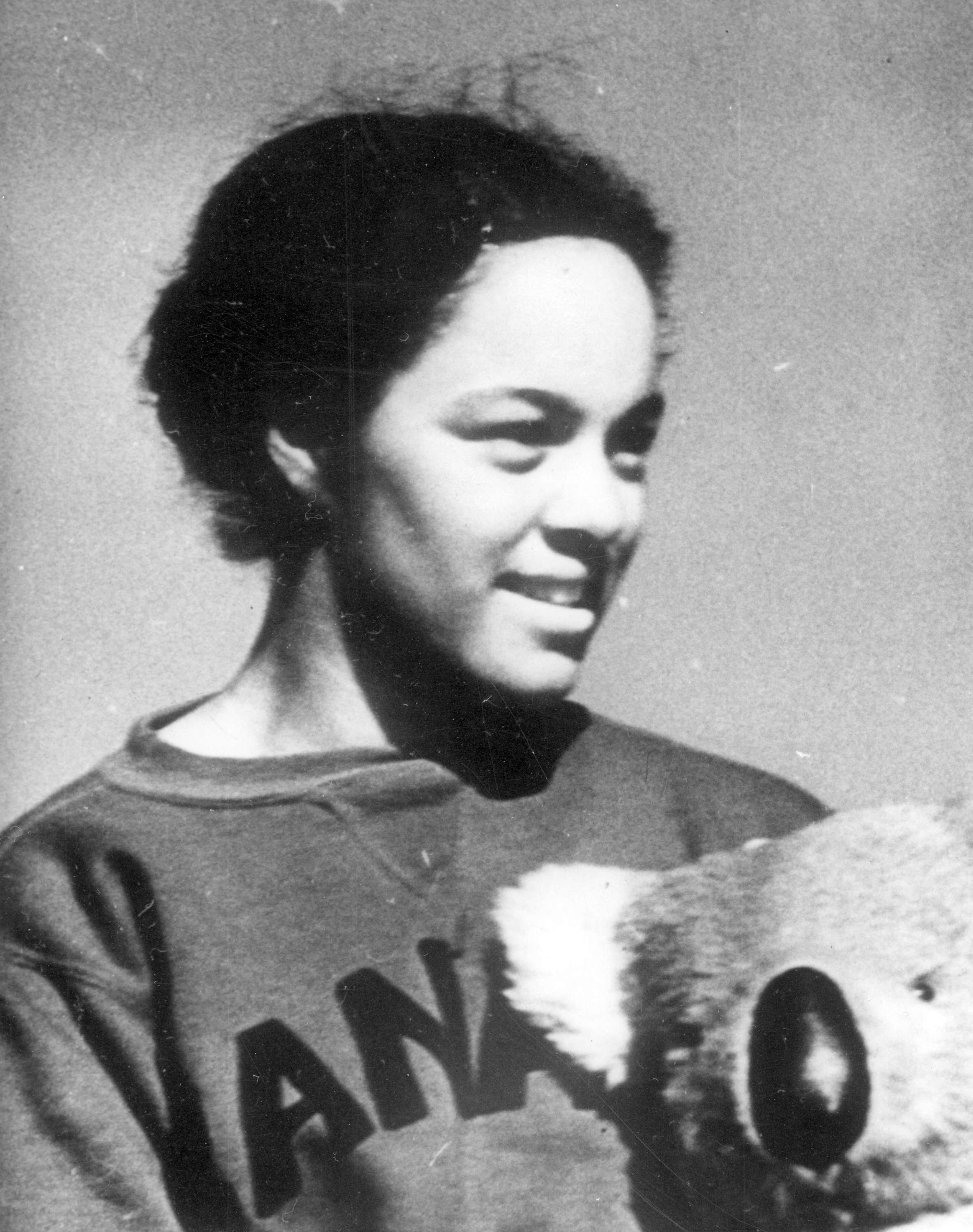
Barbara Howard (1938)

Barbara Catherine Howard (* 8. Mai 1920 in Vancouver; † 26. Januar 2017) war eine kanadische Sprinterin.
Bei den British Empire Games 1938 wurde sie Sechste über 100 Yards und gewann Silber in der 440-Yards-Staffel sowie Bronze in der 660-Yards-Staffel.
Sie war die erste schwarze Leichtathletin, die für Kanada bei einer internationalen Meisterschaft startete. 2012 wurde sie in die BC Sports Hall of Fame aufgenommen.

## Persönliche Bestzeiten
- 100 Yards: 11,3 s, 30. Mai 1940, Salem
- 100 m: 12,3 s, 1. August 1936, Vancouver